# Моето куче Скип
„Моето куче Скип“ (на английски: My Dog Skip) е американска трагикомедия от 2000 г. на режисьора Джей Ръсел, адаптация на едноименната автобиографична книга от Уили Морис. Във филма участват Франки Мюниц, Даян Лейн, Люк Уилсън и Кевин Бейкън. Филмът е пуснат на 3 март 2000 г. от Уорнър Брос и получава добри рецензии от критиците. Филмът получава над 35 млн. долара приходи при бюджет от 4.5 млн. долара.

## Актьорски състав
| Актьор             | Роля                   |
| ------------------ | ---------------------- |
| Франки Мюниц       | Уили Морис             |
| Даян Лейн          | Елън Морис             |
| Люк Уилсън         | Динк Дженкинс          |
| Кевин Бейкън       | Джак Морис             |
| Брадли Кориъл      | Биг Бой Уилкинсън      |
| Дейлън Хъникът     | Хенджи Хеник           |
| Коуди Линли        | Спит Макджий           |
| Кейтлин Уолш       | Ривърс Апълуайт        |
| Хари Коник младши  | Възрастния Уили (глас) |
| Питър Кромби       | Джуниър Смалс          |
| Клинт Хауърд       | Милиард                |
| Марк Бийч          | Арми Бъди              |
| Сюзън Каръл Дейвис | Госпожа Дженкинс       |
| Дейвид Пикънс      | Господин Дженкинс      |
| Лусил Доан Еуинг   | Леля Маги              |
| Натанил Лий младщи | Сами                   |
| Джеймс Туийт       | Възрастният Биг Бой    |
| Джон Щриц          | Дядо Пърси             |

## В България
В България филмът е издаден на VHS на 18 април 2001 г. от Александра Видео.
През 2002 г. се излъчва първоначално по Ейч Би О. През 2007 г. е излъчен по Канал 1.
На 1 август 2009 г. се излъчва и по PRO.BG с войсоувър дублаж. Екипът се състои от:
| Обработка           | Студио Джи Ар Системс                                  |
| ------------------- | ------------------------------------------------------ |
| Озвучаващи артисти  | Петя Миладинова Ася Рачева Камен Асенов Радослав Рачев |
| Преводач            | Трифон Томов                                           |
| Тонрежисьор         | Ангел Ангелов                                          |
| Режисьор на дублажа | Десислава Знаменова                                    |